# Паранормална активност 4
Паранормална активност 4 (енгл. Paranormal Activity 4) је натприродни хорор филм из 2012. године редитеља Аријела Шулмана и Хенрија Џуста и писца Кристофера Ландона из приче Чада Фихана. У филму учествује Кејти Федерстон, која је глумила у првом филму, а у друга два имала је камео улоге. Филм је објављен у биоскопима и IMAX-у 17. октобра 2012. године у Уједињеном Краљевству и објављен је 19. октобра 2012. године у Сједињеним Државама, од стране Paramount Pictures-а. Представља четврти део у филмској серији Паранормална активност и наставак филма Паранормална активност 2, смештен неколико година касније.

## Радња
Дана 9. октобра 2006. године, Кристи Реј и њеног супруга Данијела убија њена демонски-запоседнута сестра Кејти, која затим отима Кристиног једногодишњег сина, Хантера. Тада се у тексту наводи да је боравиште Кејти и Хантера и даље непознато.
Пет година касније, у новембру 2011. године, Алекс Нелсон живи у богатом предграђу Хендерсона са оцем Дагом, мајком Холи и малим братом Вајатом. Када се њихова нова комшиница разболи и буде одвезена у болницу, њен син Роби остаје на чувању породице.
Једне ноћи док Алекс спава, рачунар њеног дечка Бена почиње да снима веб-камеру њеног лаптопа и он види да Роби улази с њом у кревет. Сутрадан, Вајат говори Алекс о Робијевом замишљеном пријатељу Тобију. Након што се догоде чудни догађаји, Алекс и Бен поставили су камере по целој кући. Треће ноћи чудна дешавања ескалирају све док једног дана Алекс не пронађе траг играчака који води до ормара. Она проналази Робија, који каже: „Не свиђа му се што нас гледаш”. Касније, лустер пада и скоро је убија.
Шесте ноћи, Алекс види много аутомобила паркираних испред Робијеве куће и одлази да их провери, али се повлачи након што ју је ухватила жена у црној хаљини. Сутрадан, Вајат има сусрет са невидљивом силом. Вајат касније открива Алекс и Бену зелени симбол на леђима и каже им: „Морао сам да га упознам”. Алекс и Бен проналазе да знак наликује древном хетитском симболу, који би жртву припремио за демонско поседовање. Сазнају да ритуал поседовања захтева жртву девичанске крви, а Бен задиркује Алекс да би то могла бити она. Сутрадан, дечаци одлазе у Робијеву кућу. Алекс их прати и упознаје Кејти, Робијеву мајку, која се вратила из болнице. Роби остаје код куће са Кејти.
Девете ноћи, Даг чује шкрипу у кухињи. Истражује и почиње да верује Алекс када кухињски нож падне тачно између њега и камере. Сутрадан, Вајат каже Алекс да је Кејти знала да су он и Роби усвојени. Кејти је такође рекла Вајату да га треба назад његова друга породица. Десете ноћи, Вајат се препире са невиђеним, нечувеним присуством око свог правог имена, изјављујући: „Нисам Хантер!”. 
Док се Вајат купа, бива повучен под воду. Када устане, чини се да је у трансу. Те ноћи, док Алекс спава, Вајат тера ћебе да одлети са кревета и левитира је у ваздуху.
Дванаесте ноћи, виђена је запоседнута Кејти како се шуња. Алекс чује отворена врата гараже, па их она затвори. Поново се отвори и врата се сруше, скоро је убивши. Кејти улази у кућу и одлази у Вајатову собу, где му каже да ће сачекати док он не буде „спреман”. Породични аутомобил се сам укључује и почиње да избацује издувне гасове. Алекс бежи из гараже и покушава родитељима да покаже снимке овог инцидента, али су снимци мистериозно избрисани. Њени родитељи мисле да је полудела.
Следеће ноћи, Даг и Алекс одлазе на вечеру како би разговарали о чудним догађајима који су се догодили. Док их нема, Холи је насилно бачена о плафон, умирући од удара. Кејти одвлачи њено тело. Бен долази у сусрет Алекс, разговарајући о томе како симбол може бити повезан са ковеном, али никога нема код куће. Покушава да остави поруку на Алексином лаптопу, али Кејти се појављује и убија Бена уврћући му врат.
Алекс и Даг стижу кући и Даг одлази у суседство, верујући да је видео Холи и Вајата. Алекс проналази Беново тело и изненада је обори сила. Она бежи ка Кејтиној кући и затиче Дага како га одвлаче из вида. Трага за њим кад чује Вајатов глас. Одједном, Кејти трчи према камери, демонски вриштећи. Алекс бежи од Кејти скачући кроз прозор и проналази Вајата у дворишту. Вајат гледа иза Алекс и она угледа десетине жена како иду ка њој. Док се окреће, Кејти насрће на њу. Камера пада на земљу и екран се смањује на црно.

## Улоге
| Глумац          | Улога                     |
| --------------- | ------------------------- |
| Катрин Њутон    | Алекс Нелсон              |
| Мет Шајвли      | Бен                       |
| Ајден Лавкамп   | Вајат Нелсон / Хантер Реј |
| Брејди Ален     | Роби                      |
| Стивен Данам    | Даг Нелсон                |
| Алексондра Ли   | Холи Нелсон               |
| Књјти Федерстон | Кејти                     |
| Алиша Бо        | Тара                      |
| Френк Велкер    | вокални ефекти / Тоби     |

## Наставак
Филм Паранормална активност 4 прати филм Паранормална активност: Обележени, објављен 3. јануара 2014. године.